# Peroxodisulfaat

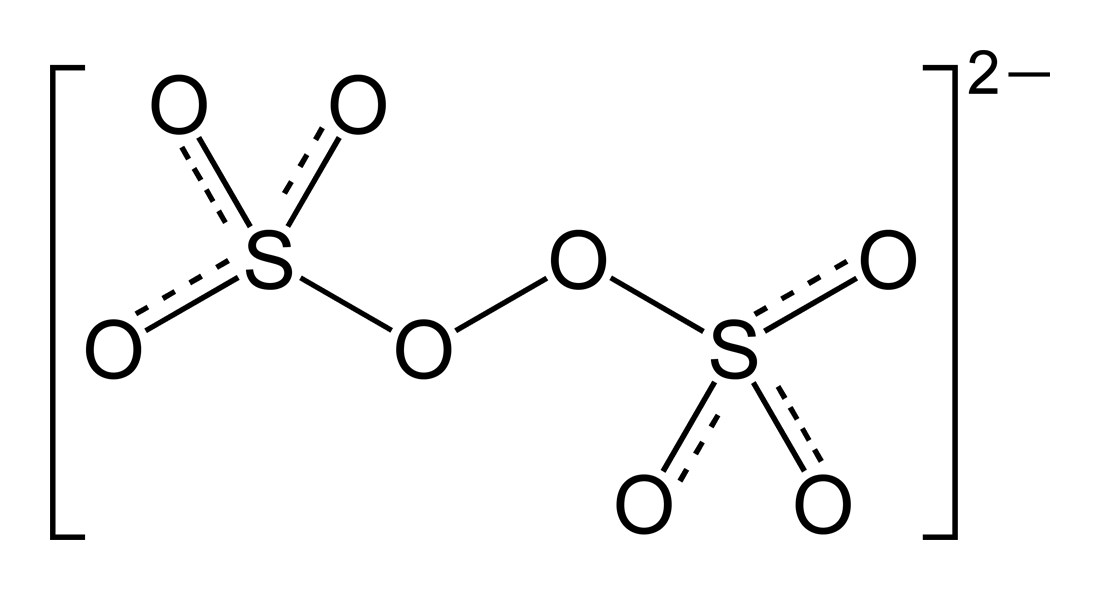
Structuur van het peroxodisulfaat-ion

Het peroxodisulfaat-anion, {\displaystyle {\ce {S2O8^{2-}}}} is een zwavelhoudend oxoanion. Peroxodisulfaat wordt ook weleens foutief persulfaat genoemd; persulfaten wijzen immers op alle sulfaationen waar sommige zuurstofatomen zijn vervangen door peroxide-eenheden. Het corresponderende zuur, diwaterstofperoxodisulfaat, is van weinig belang op industrieel niveau, in tegenstelling tot de zouten die, wegens hun krachtige oxiderende werking (E° red. = 2,01 V) veelvoudig als bleekmiddel gebruikt worden. Echter ook als radicaalvormer kan het zijn nut bewijzen.
Een veelvoorkomend experiment in kineticalabo's is de reactie van jodide met peroxodisulfaat en thiosulfaat: wanneer alle thiosulfaat verbruikt is zal de oplossing blauw kleuren doordat het gevormde tri-jodide een sterke blauwe kleuring geeft met een zetmeeloplossing. De bovenstaande reactie kan in de analytische chemie gebruikt worden in een indirecte titratie, wanneer een groot deel van de aan te tonen stof is weggeageerd wordt er ook geen tri-jodide gevormd, zetmeeloplossing dient dan als indicator.